# You Are Here (Steve Khan en Rob Mounsey)
You are here is een studioalbum van Steve Khan en Rob Mounsey. Het is het tweede album dat door hen samen werd opgenomen. Plaats van handeling was de geluidsstudio Flying Money te New York. Het vorige album Local color werd ingedeeld als newagemuziek, bij dit album is een geheel andere koers ingeslagen. Het is fusion met een latin jazz-inslag.
Na dit album verdween Khan solo enigszins uit het oog; hij speelde in het Caribbean Jazz Project met Dave Samuels van Spyro Gyra en Dave Valentine.

## Musici
- Steve Khan – gitaar
- Rob Mounsey – toetsinstrumenten, programmeerwerk, zang, percussie
- Marc Quiñones – percussie (1, 3, 5, 6, 8)

## Muziek
| Nr. | Titel                                 | Duur  |
| --- | ------------------------------------- | ----- |
| 1.  | Clafouti (Mounsey-Khan)               | 10:18 |
| 2.  | Fazerendo (Mounsey-Khan)              | 6:02  |
| 3.  | Platanos Maduros (Mounsey-Khan)       | 9:31  |
| 4.  | Still life with mockingbird (Mounsey) | 4:40  |
| 5.  | Peanut soup (Mounsey-Khan)            | 7:27  |
| 6.  | Pallbearers (Mounsey-Khan)            | 7:52  |
| 7.  | Viajar y Viajar (Manolo Badrena)      | 5:51  |
| 8.  | Anhelante (Khan)                      | 7:02  |
| 9.  | Clafouti (radioversie)                | 5:22  |
| 10. | Platanos Maduros (radioversie)        | 4:38  |
| 11. | Viajar y Viajar (radioversie)         | 4:54  |